# Dré Bly
Donald André "Dré" Bly (født 22. maj 1977 i Chesapeake, Virginia, USA) er en tidligere amerikansk footballspiller, der spillede i NFL som cornerback for Detroit Lions, St. Louis Rams, Denver Broncos og San Francisco 49ers.
Bly var i 2000 med til at vinde Super Bowl XXXIV for St. Louis Rams efter sejr over Tennessee Titans. Han blev to gange udtaget til Pro Bowl, NFL's All Star-kamp.

## Klubber
- St. Louis Rams (1999–2002)
- Detroit Lions (2003–2006)
- Denver Broncos (2007–2008)
- San Francisco 49ers (2009)